# 303 (szám)
A 303 (római számmal: CCCIII) egy természetes szám, félprím, a 3 és a 101 szorzata.

## A szám a matematikában
A tízes számrendszerbeli 303-as a kettes számrendszerben 100101111, a nyolcas számrendszerben 457, a tizenhatos számrendszerben 12F alakban írható fel.
A 303 páratlan szám, összetett szám, azon belül félprím, kanonikus alakban a 31 · 1011 szorzattal, normálalakban a 3,03 · 102 szorzattal írható fel. Négy osztója van a természetes számok halmazán, ezek növekvő sorrendben: 1, 3, 101 és 303.
A 303 négyzete 91 809, köbe 27 818 127, négyzetgyöke 17,4069, köbgyöke 6,71657, reciproka 0,0033003. A 303 egység sugarú kör kerülete 1903,80515 egység, területe 288 426,47993 területegység; a 303 egység sugarú gömb térfogata 116 524 297,9 térfogategység.